# Keratella tecta
Keratella tecta är en hjuldjursart som först beskrevs av Gosse 1851.  Keratella tecta ingår i släktet Keratella och familjen Brachionidae. Arten är reproducerande i Sverige. Inga underarter finns listade i Catalogue of Life.